# Skin (Flume-Album)
Skin ist das zweite Studioalbum des australischen DJs und Musikproduzenten Flume, das im Mai 2016 erschien.

## Entstehung und Veröffentlichung
Die Erstveröffentlichung von Skin erfolgte am 27. Mai 2016 bei den Musiklabels Future Classic Music und Transgressive Records. Das Album erschien in seiner Originalausführung als CD (Katalognummer: TRANS232CD) und LP (Katalognummer: TRANS232X) sowie zum Download und Streaming mit 16 Titeln. Angekündigt wurde die Veröffentlichung lediglich einen Tag vorher in einem Facebook-Livestream, in dem Flume auf einer Party in London interviewt wurde.
Geschrieben und produziert wurden die Lieder vom Interpreten selbst. Während er für die Produktion alleine verantwortlich zeichnete, bekam er beim Schreibprozess einiger Lieder Unterstützung durch Koautoren.

## Titelliste
| Nr. | Titel                                             | Länge |
| --- | ------------------------------------------------- | ----- |
| 1.  | Helix                                             | 3:31  |
| 2.  | Never Be Like You (feat. Kai)                     | 3:52  |
| 3.  | Lose It (feat. Vic Mensa)                         | 3:47  |
| 4.  | Numb & Getting Colder (feat. Kučka)               | 5:05  |
| 5.  | Say It (feat. Tove Lo)                            | 4:23  |
| 6.  | Wall Fuck                                         | 3:09  |
| 7.  | Pika                                              | 1:52  |
| 8.  | Smoke & Retribution (feat. Vince Staples & Kučka) | 4:01  |
| 9.  | 3                                                 | 3:06  |
| 10. | When Everything Was New                           | 2:27  |
| 11. | You Know (feat. Allan Kingdom & Raekwon)          | 3:22  |
| 12. | Take a Chance (feat. Little Dragon)               | 5:28  |
| 13. | Innocence (feat. AlunaGeorge)                     | 6:18  |
| 14. | Like Water (feat. MNDR)                           | 3:13  |
| 15. | Free                                              | 2:55  |
| 16. | Tiny Cities (feat. Beck)                          | 3:55  |

Anmerkungen
- Never Be Like You, Lose It, Numb & Getting Colder, Say It, Wall Fuck, Smoke & Retribution, You Know, Take a Chance, Innocence, Like Water, Free und Tiny Cities wurden zusätzlich von Eric J. Dubowsky gemischt.
- Smoke & Retribution wurde zusätzlich von Shawn Naderi gemischt.
- Say It enthält zusätzliche Vocals von Daniel Johns.
- Pika enthält nicht angegebene Vocals von Will Johnson.

## Rezeption

### Rezensionen
Skin erhielt insgesamt positive Bewertungen von Kritikern. Bei Metacritic erhielt das Album eine durchschnittliche Punktzahl von 75. Craig Mathieson gab dem Album eine positive Kritik, die besagt, dass „die Platte berauschend und vielseitig ist.“ David Smith vom London Evening Standard gab eine einigermaßen positive Bewertung, außerdem sprach er an, dass "dies Musik ist, die mehr kann als nur Füße zu bewegen." Justin Carissimo von The Independent gab dem Album eine sehr positive Bewertung, er sagte, das Album sei "das Audio-Äquivalent der Ekstase."

### Preise
Bei den Grammy Awards 2018 erhielt das Album die Auszeichnung als bestes Dance-/Electronic-Album.

## Kommerzieller Erfolg

### Chartplatzierungen
| ChartsChartplatzierungen       | Höchstplatzierung | Wochen |
| ------------------------------ | ----------------- | ------ |
| Australien (ARIA)              | 1 (21 Wo.)        | 21     |
| Deutschland (GfK)              | 43 (2 Wo.)        | 2      |
| Österreich (Ö3)                | 25 (1 Wo.)        | 1      |
| Schweiz (IFPI)                 | 20 (1 Wo.)        | 1      |
| Vereinigte Staaten (Billboard) | 8 (36 Wo.)        | 36     |
| Vereinigtes Königreich (OCC)   | 25 (2 Wo.)        | 2      |

| ChartsJahrescharts (2016)      | Platzierung |
| ------------------------------ | ----------- |
| Australien (ARIA)              | 16          |
| Vereinigte Staaten (Billboard) | 118         |

### Auszeichnungen für Musikverkäufe
| Land/Region               | Auszeichnungen für Musikverkäufe (Land/Region, Auszeichnung, Verkäufe) | Verkäufe |
| ------------------------- | ---------------------------------------------------------------------- | -------- |
| Australien (ARIA)         | Platin                                                                 | 70.000   |
| Neuseeland (RMNZ)         | 3× Platin                                                              | 45.000   |
| Vereinigte Staaten (RIAA) | Gold                                                                   | 500.000  |
| Insgesamt                 | 1× Gold · 4× Platin ·                                                  | 615.000  |